# Zoltán Nagy
Zoltán Nagy (nacido el 30 de marzo de 1974 en Debrecen, es un exfutbolista Y entrenador profesional de Hungría. Actualmente es entrenador de porteros del Anorthosis Famagusta de Chipre.

## Clubes
| Club                     | País    | Año       |
| ------------------------ | ------- | --------- |
| Balmazújvárosi FC        | Hungría | 1994-1995 |
| Hajdúnánás FK            | Hungría | 1995-1996 |
| Debreceni VSC            | Hungría | 1996-1998 |
| Diosgyori VTK            | Hungría | 1999-2000 |
| Hapoel Ramat Gan         | Israel  | 2000-2001 |
| Debreceni VSC            | Hungría | 2003-2004 |
| AEK Larnaca              | Chipre  | 2004-2005 |
| Anorthosis Famagusta     | Chipre  | 2005-2010 |
| Digenis Morphou (Cedido) | Chipre  | 2006-2007 |
| Doxa Katokopia           | Chipre  | 2010-2011 |
| Omonia Aradippou         | Chipre  | 2011-2012 |
| Spartakos Kitiou         | Chipre  | 2012-2014 |